# Pyrrhura rhodocephala
El perico cabeza roja (Pyrrhura rhodocephala) es una especie de ave en la familia Psittacidae.

## Distribución y hábitat
Su hábitat natural son los bosques montanos húmedos subtropicales o selvas nubladas de los estados venezolanos de Mérida, Táchira y Trujillo y del departamento colombiano de Norte de Santander.